# 벰바나드호
벰바나드호 (Vembanad)는 인도에서 가장 긴 호수이자 케랄라주에서 가장 큰 호수이다. 이 호수는 면적이 2,033제곱킬로미터이고 최대 길이는 96.5 km이다.
케랄라주의 세 개 지역에 걸쳐 있으며, 코타얌, 바이콤, 찬가나세리에서는 벰바나드호로, 알라푸자, 푼나프라, 쿠타나두에서는 푸남마다호로, 코치에서는 코치호로 알려져 있다. 비핀, 물라부카드, 마라두, 우다얌페루르, 발라르파담, 윌링던섬 등 여러 작은 섬들이 코치호 부분에 위치해 있다. 코치항은 윌링던섬과 발라르파담 섬 주변에 건설되었다.
케랄라의 쌀 그릇으로도 알려진 쿠타나드는 인도에서 가장 낮은 고도를 가지고 있으며, 해수면 아래에서 경작이 이루어지는 세계 몇 안 되는 장소 중 하나이기도 하다. 쿠타나드는 벰바나드 남쪽에 위치한다. 네루 트로피 보트 경주는 호수의 일부에서 개최된다. 벰바나드 석호의 특정 지점에서는 높은 수준의 오염이 관찰되었다. 인도 정부는 벰바나드 습지를 국립 습지 보전 프로그램에 따라 지정했다.

## 지리와 수로

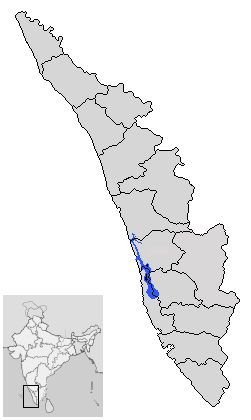
케랄라에서의 위치

벰바나드호는 길이가 96.5 km로 인도에서 가장 긴 호수이다. 벰바나드 습지 시스템은 2033.02 km² 이상의 면적을 차지하며 이로 인해 인도에서 가장 큰 습지 시스템이 된다. 이 중 398.12 km²의 면적이 해수면(MSL) 아래에 위치하며 총 763.23 km²의 면적이 해수면 1 m 아래에 위치한다. 이 호수는 알라푸자, 코타얌, 에르나쿨람구와 접하고 있다. 해수면에 위치하며 좁은 평행사도로 라카디브해와 분리되어 있다. 운하는 이 호수를 북쪽과 남쪽의 다른 해안 호수들과 연결한다. 이 호수는 파티라마날, 페룸발람 및 팔리푸람 섬들을 둘러싸고 있다. 벰바나드호는 가장 넓은 지점에서 약 14킬로미터 너비이다.
이 호수는 남쪽의 알라푸자에서 북쪽의 아제에코데까지 뻗어 있는 벰바나드-콜 습지 시스템의 일부로, 길이가 96.5 km를 넘는 인도에서 가장 긴 호수이다. 이 호수는 아첸코빌, 마니말라강, 미나칠강, 무바투푸자강, 팜바강, 페리야르강을 포함하여 케랄라 중부의 6대 강을 포함한 10개의 강이 유입된다. 이 호수에 의해 배수되는 총 면적은 15,770 km2로, 케랄라 면적의 40%를 차지한다. 연간 지표면 유출량 21,900Mm는 주 전체 지표수 자원의 거의 30%를 차지한다.
이 호수 기슭에서 가장 인기 있는 장소는 호수 동쪽 해안에 위치한 쿠마라콤 관광 마을이다. 쿠마라콤 조류 보호구역은 쿠마라콤 마을의 북쪽 가장자리에 위치한다. 벰바나드 습지 시스템은 2002년 습지 보존 및 지속 가능한 이용을 위한 람사르 협약에 의해 국제적으로 중요한 습지 목록에 포함되었다. 이는 케랄라주의 세 람사르 유적지 중 가장 크다. 벰바나드호는 지난 세기 동안 크게 매립되어 1917년에는 290.85 km2였던 수면 면적이 1971년에는 227 km2로, 1990년에는 213.28 km2로 줄어들었다. 같은 기간 동안 약 63.62 km의 이전 수면이 주로 간척지를 형성하고 코친 항구의 웰링턴 섬 면적을 확장하기 위해 매립되었다. 이 호수는 주요 생태학적 위기에 직면해 있으며, 매립으로 인해 원래 면적의 37%로 줄어들었다.
호수의 독특한 특징은 쿠타나드 저지대로의 조수 작용과 염수 침입을 막기 위해 쿠타나드 개발 계획의 일환으로 건설된 1,252 미터 (4,108 ft) 길이의 탄니어묵콤 염수 장벽이다. 이는 인도에서 가장 큰 진흙 조절기로, 기본적으로 호수를 두 부분으로 나눈다. 하나는 영구적인 기수(汽水)이고 다른 하나는 호수로 흘러드는 강에서 나온 담수이다. 이 장벽은 쿠타나드 농부들에게 지역의 염분을 제거하고 건기에도 추가 작물을 재배할 수 있도록 도움을 주었다.
탄니어묵콤 장벽은 벰바나드호의 좁은 부분 중 한 곳에 위치해 있다. 원래 게이트 수의 3분의 2만이 7월에 개방되어 홍수 유량을 방출한다. 이 게이트는 11월 중순까지 닫혀 있다. 이 구조의 주요 단점은 물고기와 새우가 상류로 이동할 기회를 잃게 되고, 상류에서 잡초가 더 많이 자라 오염 물질의 자연적인 배출을 심각하게 제한한다는 점이다. 탄니어묵콤 제방은 주로 담수에서 물개구리밥의 무분별한 번식과 같은 생태학적 문제를 야기했다.

## 관광

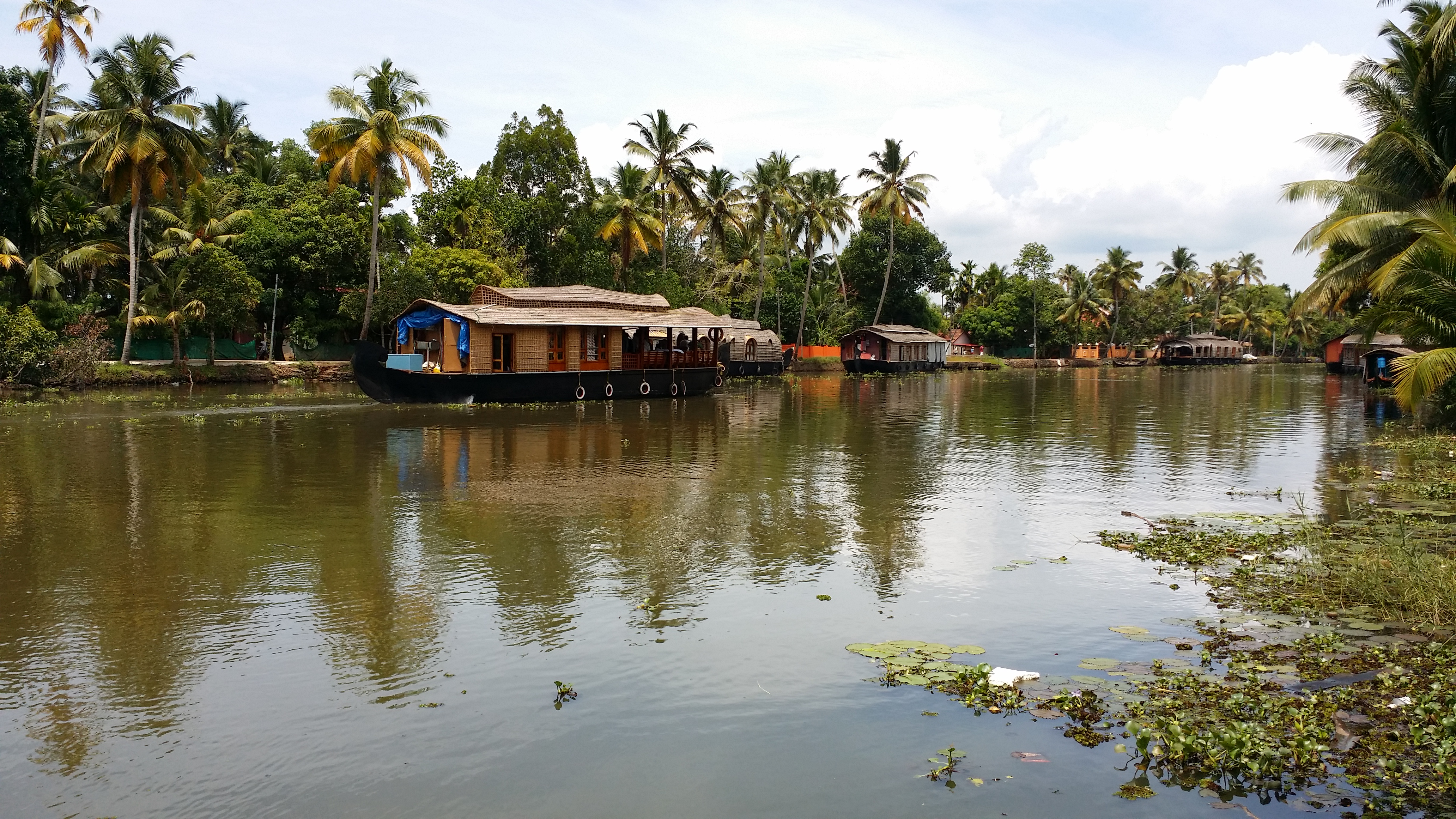
벰바나드호의 하우스보트

이 호수는 주요 관광 명소가 되었다. 일반적으로 안전한 목적지인 이곳은 2004년 더 타임스 오브 인디아에 보도된 바와 같이 관광객 괴롭힘 사건이 단 한 건 있었다.

### 하우스보트
벰바나드호는 케랄라 백워터즈 관광의 중심지로, 수백 척의 하우스보트(말라얄람어로 케투발람)가 운행되고 있으며, 강변에는 수많은 리조트가 있다.

### 조류 보호구역
쿠마라콤 조류 보호구역은 호수의 동쪽 해안에 위치해 있다.

### 보트 경주
8월과 9월에는 코타얌 안팎의 강들이 케랄라 전통인 보트 경주로 활기를 띠고 볼거리가 된다. 뱀 보트 경주 - 오남 축제 기간 동안 이 수상 스포츠로 호수와 강이 활기를 띤다. 노 젓는 사람들(한 보트에 약 백 명)이 석호를 가로지르며 나아가는 모습은 장관이다.

### 호수 섬
호수에는 파티라마날이라는 작은 섬이 있는데, 배를 통해서만 접근할 수 있다. 또 다른 주요 명소는 카카투르스 섬이다.

## 내륙 교통
벰바나드 습지 시스템은 북쪽-남쪽으로 196 km, 동쪽-서쪽으로 29 km에 걸쳐 복잡한 어귀, 석호 및 운하망을 형성하고 있다. 이 지역의 거의 모든 마을은 수상 운송을 통해 접근할 수 있다. 무바투푸자강, 미나칠강, 팜바강, 아첸코빌강 등 주요 강들은 조수 영향을 받는 구간에서 약 30 km 상류까지 항해할 수 있다. 서해안 운하 시스템의 코타푸람-콜람 구간은 벰바나드호를 통과하는 상당 부분을 차지하며 총 209 km에 이른다. 이 구간은 국가 수로로 선언되었다.

## 생태학적 중요성

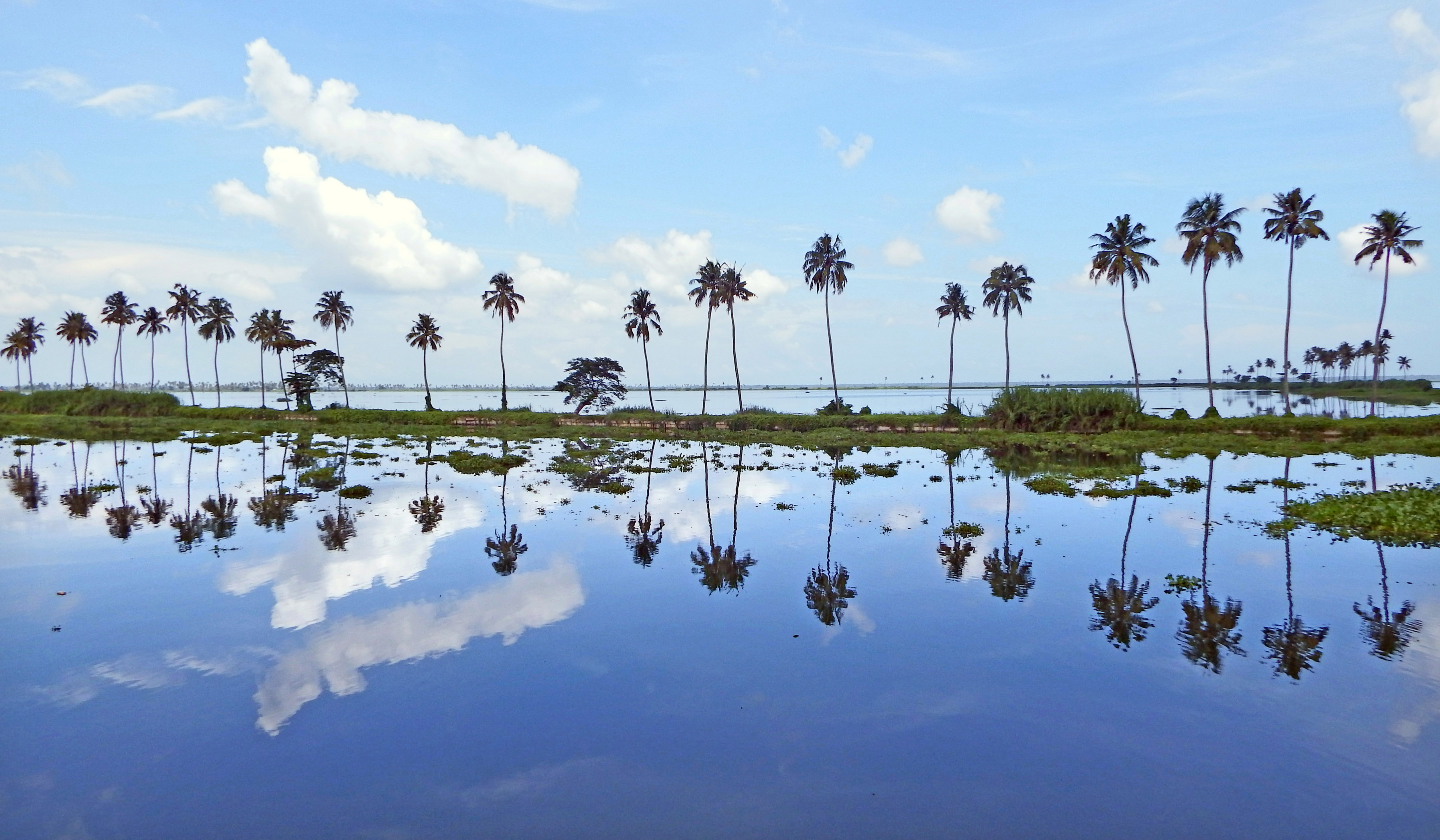
쿠마라콤의 벰바나드호

벰바나드 콜 습지는 람사르 협약에 의해 습지 보존 및 지속 가능한 이용을 위해 국제적으로 중요한 습지 목록에 포함되었다. 이곳은 20,000마리 이상의 물새가 서식하는 곳으로, 인도에서 세 번째로 큰 물새 개체군을 보유하고 있다. 또한 새우에게도 이상적인 서식지이다.